# Dylan Kingwell
Dylan Kingwell (né à Vancouver, 6 juillet 2004) est un acteur canadien qui a participé dans séries reconnues comme Les désastreuses aventures des orphelins Baudelaire, The Returned, et The 100.
Il est surtout connu pour son apparition dans plusieurs épisodes de Good Doctor (Le Bon Docteur au Québec), jouant Steve Murphy, le jeune frère décédé du protagoniste, aux côtés de l'acteur britannique Freddie Highmore.

## Biographie
Il est né le 6 juillet 2004 à Vancouver, Canada. Dylan est acteur depuis l'âge de 4 ans et a tourné plusieurs publicités nationales et internationales. Sa première apparition à la télé, hors des publicités, a été en 2010 : il a fait une petite participation dans une émission d'un programme canadien, Breakfast Television.
En 2011, il a tenu le rôle de Jordy Junior dans le film comique To the Mat. Deux ans après, il fait des apparitions dans le film L'Extravagant Voyage du jeune et prodigieux T.S. Spivet  et la série télévisée The Tomorrow People, diffusée dans la chaîne The CW.
En 2014, il a joué le personnage de l'enfant Coyle dans le court-métrage Soldiers of Earth. Le même année, il a fait aussi une participation dans le film Big Eyes, réalisé par Tim Burton.
En 2015, il interprète Victor dans la série de télévision de A&E The Returned, une adaptation américaine de la série française Les Revenants. Ce programme lui donnerait certaine fame, mais, à cause du manque d'audience, la série fut annulée. Il a aussi participé dans trois films de Noël : Mon ange de glace  dans le rôle de David (enfant) ; Le message de Noël  dans le rôle d'Ethan et Un petit cadeau du Père Noël  dans le rôle de Danny. Ce même année, il a interprété un jeune Sam Winchester dans la série à succès Supernatural.
En 2016, il interprète Peyton Reddings dans le film The Wilding  et Max Clark dans Une famille en sursis. Le 23 septembre 2016 il a annoncé sur sa compte d'Instagram qu'il jouerait les personnages de Duncan et Quigley Beauxdraps dans la série de Netflix, Les Désastreuses Aventures des orphelins Baudelaire, autre programme qui lui rendrait plus de succès. Ses rôles deviendrait plus importants à mesure qu'il apparaître dans la deuxième et troisième saison. L'année prochaine, il tiendrait le rôle de Steve Murphy, le jeune frère décédé du docteur Shaun Murphy dans la série américaine Good Doctor (Le Bon Docteur au Québec) (basée sur la série sur-coréenne du même nom), diffusée sur ABC.
En 2020, il joue dans la série The 100, à sa septième et dernière saison, avec le rôle de Luca. Il a aussi tenu le rôle de Sam dans la série de Netflix, Les Baby-sitters.

## Vie privée
Il est l'enfant du milieu, avec deux sœurs dans une famille de cinq. Quand il n'est pas tournant une série ou un film, il profite de son temps libre pour jouer au hockey. Athlétique depuis son plus jeune âge, Dylan a beaucoup pratiqué le hockey en parallèle de son métier d'acteur. Il est aussi fanatique de l'équipe de hockey canadien, les Canucks de Vancouver.

## Filmographie

### Cinéma

#### Longs-métrages
- 2013 : L'Extravagant Voyage du jeune et prodigieux T.S. Spivet de Jean-Pierre Jeunet : Petit enfant
- 2014 : Big Eyes de Tim Burton : Garçon à l'exposition d'art

#### Courts-métrages
- 2014 : Soldiers of Earth de Michael Antonakos : Coyle, jeune

### Télévision

#### Téléfilms
- 2011 : To the Mat de Robert Iscove : Jordy Junior
- 2015 : Mon ange de glace de David Mackay : David (enfant)
- 2015 : Le message de Noël de Terry Ingram : Ethan
- 2015 : Un petit cadeau du Père Noël de Terry Ingram : Danny
- 2016 : The Wilding de Ciarán Foy : Peyton Reddings
- 2017 : Une famille en sursis... de Chad Krowchuk : Max Clark
- 2017 : Un baiser au coin de feu de James Head : Arthur Henderson
- 2017 : L'Incroyable Bibliothèque de M. Lemoncello de Scott McAboy: Sean Keegan

#### Séries télévisées
- 2013 : The Tomorrow People : Stephen, jeune
- 2015 : The Returned : Victor / Henry Garrity / Zach
- 2015 : Supernatural : Sam Winchester, jeune
- 2017 : Les Désastreuses Aventures des orphelins Baudelaire de Lemony Snicket : Duncan et Quigley Beauxdraps (Quagmire en VO)
- 2017 : Good Doctor (Le Bon Docteur au Québec) : Steve Murphy / Evan Gallico
- 2020 : The 100 : Luca (7e saison)
- 2020 : Les Baby-sitters : Sam Thomas
- 2021 : Superman&Lois : Clark Kent, jeune

## Voix françaises
En France, il a été doublé par Jean-Stan DuPac dans la série Les Désastreuses Aventures des orphelins Baudelaire  et Kylian Trouillard dans Good Doctor (Le Bon Docteur au Québec). En Belgique, il a été doublé uniquement par Arthur Dubois dans la série The Returned.
En France
- Jean-Stan DuPac dans Les Désastreuses Aventures des orphelins Baudelaire
- Kylian Trouillard dans Good Doctor
- Simon Faliu dans Les Baby-sitters

En Belgique
- Arthur Dubois dans The Returned